# Zmarli w styczniu 2010

## Styczeń 2010
- 31 stycznia
  - Kage Baker, amerykańska pisarka[1]
  - Pauly Fuemana, nowozelandzki muzyk[2]
  - Tomás Eloy Martínez, argentyński pisarz[3]
- 30 stycznia
  - Helena Kołakowska-Przełomiec, polska prawniczka[4]
- 29 stycznia
  - Mlungisi Dlamini, południowoafrykański bokser, mistrz świata[5]
  - Jewgienij Daniłowicz Agranowicz, rosyjski kompozytor, bard[6]
- 28 stycznia
  - Kazimierz Mijal, polski działacz komunistyczny, minister gospodarki komunalnej (1950–1952, 1956–1957), minister-szef URM-u (1952–1956)[7]
- 27 stycznia
  - Marian Grześczak, polski poeta[8]
  - Stanisław Michalik, polski aktor[9]
  - Zelda Rubinstein, amerykańska aktorka[10]
  - Jerome David Salinger, amerykański pisarz[11]
  - Janusz Szmyt, polski dyplomata i działacz partyjny, chargé d’affaires w Szwajcarii (1990–1991)[12]
- 26 stycznia
  - Juliusz Bardach, polski prawnik, historyk ustroju[13]
  - Gummadi Venkateswara Rao, indyjski aktor[14]
- 25 stycznia
  - Ali Hassan al-Madżid (tzw. Chemiczny Ali), iracki wojskowy, skazany na karę śmierci przez powieszenie[15]
  - Jane Jarvis, amerykańska pianistka jazzowa[16]
  - Charles Mathias Jr., amerykański prawnik, polityk[17]
- 24 stycznia
  - Robert Mosbacher, amerykański polityk, sekretarz handlu[18]
  - Leonid Nieczajew, rosyjski reżyser filmowy[19]
  - Pernell Roberts, amerykański aktor[20]
  - Robyn Whitehead, brytyjski modelka[21]
- 23 stycznia
  - Oleg Velyky, niemiecki piłkarz ręczny, reprezentant Niemiec[22]
- 22 stycznia
  - Iskandar, sułtan malezyjskiego stanu Johor
  - Jean Simmons, brytyjska aktorka[23]
- 21 stycznia
  - Eugeniusz Zarzycki, polski inżynier włókiennik, wiceminister przemysłu chemicznego i lekkiego (1983–1987)[24]
- 20 stycznia
  - Jerzy Czernik, polski lekarz dziecięcy, rektor Akademii Medycznej we Wrocławiu[25]
  - Derek Prag, brytyjski polityk, dziennikarz i urzędnik europejski, eurodeputowany I, II i III kadencji (1979–1994)[26]
- 19 stycznia
  - Tadeusz Brandys, polski ksiądz katolicki, prałat honorowy Jego Świątobliwości[27]
  - Panajot Pano, albański piłkarz, reprezentant Albanii[28]
  - Andrzej Reinhard, polski specjalista z zakresu kształtowania środowiska[29]
  - Abraham Suckewer, poeta i pisarz żydowski i polski, tworzący w języku jidysz[30]
- 18 stycznia
  - Kate McGarrigle, kanadyjska piosenkarka folk[31]
- 17 stycznia
  - Jyoti Basu, indyjski polityk, komunista[32]
  - Michalis Papakonstantinou, grecki polityk, minister spraw zagranicznych (1992–1993)[33]
  - Erich Segal, amerykański pisarz, autor „Love Story”[34]
- 16 stycznia
  - Carl Smith, amerykański wokalista country[35]
  - Andrzej Traczykowski, polski kierownik produkcji filmowej[36]
- 15 stycznia
  - Marshall Nirenberg, amerykański biochemik, genetyk, laureat Nagrody Nobla[37]
  - Dewey Tucker, amerykański basista grupy Lauryn Hill[38]
- 14 stycznia
  - Bobby Charles, amerykański piosenkarz, kompozytor[39]
  - Antonio Fontán, hiszpański polityk, dziennikarz i filolog klasyczny, przewodniczący Senatu (1977–1979), minister administracji terytorialnej (1979–1980)[40]
  - Patricia Page, kanadyjska pisarka, poetka[41]
  - Petra Schürmann, niemiecka aktorka, modelka, Miss World[42]
- 13 stycznia
  - Juliusz Englert, polski artysta fotografik, działacz emigracyjny[43]
  - Janusz Gill, polski fizjolog, dr. honoris causa Akademii Rolniczej w Szczecinie[44]
  - Grzegorz Krzemiński, polski dziennikarz[45]
  - Jay Reatard, amerykański muzyk[46]
  - Ed Thigpen, amerykański perkusista jazzowy[47]
- 12 stycznia
  - Hédi Annabi, tunezyjski dyplomata, specjalny wysłannik ONZ na Haiti[48]
  - Zilda Arns, brazylijska lekarka, pediatria, aktywistka humanitarna[49]
  - Daniel Bensaïd, francuski filozof, trockista[50]
  - Alastair Martin, amerykański tenisista[51]
  - Joseph Serge Miot, haitański duchowny katolicki, arcybiskup Port-au-Prince[52]
  - Wanda Skuratowicz, białoruska katolicka działaczka społeczno-religijna, Sprawiedliwa wśród Narodów Świata[53]
- 11 stycznia
  - Miep Gies, holenderka austriackiego pochodzenia, która podczas II wojny światowej pomagała w ukrywaniu Anny Frank przed nazistami[54]
  - Harry Männil, estoński biznesmen[55]
  - Danuta Mostwin, polska powieściopisarka, nowelistka i socjolog[56]
  - Kazimierz Niezabitowski, polski lekarz, twórca pierwszych w Polsce embolizacji malformacji naczyniowych mózgu za pomocą odczepianych balonów[57]
  - Éric Rohmer, francuski reżyser filmowy[58]
  - Ryszard Wójcik, polski piłkarz[59]
- 10 stycznia
  - Mina Bern, polska i amerykańska aktorka żydowskiego pochodzenia[60]
  - Tony Halme, fiński zapaśnik, bokser, zawodnik MMA i członek parlamentu[61]
  - Krzysztof Kowalczyk, polski trener siatkarski[62]
  - Fadej Sarkisjan, radziecki (ormiański) polityk, premier Armeńskiej SRR (1977–1989)[63]
  - Torbjørn Yggeseth, norweski skoczek narciarski[64]
- 9 stycznia
  - Améleté Abalo, togijski trener piłkarski, asystent trenera piłkarskiej reprezentacji Togo[65]
  - Armand Gaétan Razafindratandra, madagaskarski duchowny katolicki, arcybiskup Antananarivo, kardynał[66]
  - Fatimah Hashim, malezyjska polityczka (ur. 1924)
- 8 stycznia
  - Aleksiej Połujan, rosyjski aktor[67]
  - Keith Segovia, amerykański piłkarz[68]
  - Marian Terlecki, polski reżyser, producent telewizyjny i filmowy[69]
- 7 stycznia
  - Sándor Barcs, węgierski działacz sportowy, tymczasowy prezydent europejskiej federacji piłkarskiej UEFA[70]
  - Tadeusz Brzeziński, polski lekarz, pulmonolog, historyk medycyny, etyk[71]
  - Philippe Séguin, francuski polityk, minister, przewodniczący Zgromadzenia Narodowego[72]
  - Stanisław Szwarc-Bronikowski, polski publicysta, podróżnik i filmowiec[73]
  - Vi Violet Thomas, angielska działaczka społeczna[74].
  - Janina Węgrzynowska, polska malarka i graficzka[75]
- 6 stycznia
  - Ivan Medek, czeski krytyk muzyczny, dziennikarz[76]
  - Jerzy Michalak, polski profesor medycyny, lekarz, chirurg[77]
- 5 stycznia
  - Willie Mitchell, amerykański muzyk i producent[78]
  - Courage Quashigah, ghański wojskowy, polityk, minister zdrowia[79]
  - Toni Tecuceanu, rumuński aktor[80]
- 4 stycznia
  - Lew Allen, amerykański oficer, generał Sił Powietrznych Stanów Zjednoczonych[81]
  - Donal Donnelly, irlandzki aktor[82]
  - Johan Ferrier, surinamski polityk, prezydent Surinamu w latach 1975–1980[83]
  - Ryszard Francman, polski kaskader filmowy[84]
  - Jarosław Giszka, polski piłkarz[85]
  - Tadeusz Góra, polski generał brygady, pilot Wojska Polskiego, szybownik[86]
  - Casey Johnson, amerykańska celebrytka[87]
  - Władimir Mielnikow, radziecki i rosyjski polityk, premier (1984–1987) i I sekretarz KO KPZR w Komijskiej ASRR (1987–1989), minister przemysłu leśnego ZSRR (1989–1991)[88]
  - Roberto Sánchez, argentyński piosenkarz[89]
  - Tsutomu Yamaguchi, japoński inżynier-konstruktor statków, który przeżył wybuchy dwóch bomb atomowych[90]
- 3 stycznia
  - Janusz Atlas, polski dziennikarz sportowy[91]
  - Ian Brownlie, angielski profesor prawa międzynarodowego[92]
  - Mary Daly, amerykańska pisarka, feministka[93]
  - Stefan Krzysztof Kuczyński, polski historyk[94]
  - Tomasz Niewodniczański, polski fizyk jądrowy[95]
  - Artur Zirajewski, polski przestępca, płatny morderca, jeden z głównych świadków w sprawie zabójstwa komendanta głównego policji Marka Papały[96]
- 2 stycznia
  - Deborah Howell, amerykańska dziennikarka[97]
- 1 stycznia
  - Jean Carroll, amerykańska aktorka[98]
  - Periyasamy Chandrasekaran, lankijski polityk[99]
  - Jerzy Haber, polski fizykochemik, członek rzeczywisty Polskiej Akademii Nauk[100]
  - Freya von Moltke, niemiecka działaczka opozycji antyhitlerowskiej, pisarka[101]
  - Mohamed Rahmat, malezyjski polityk[102]
  - Tadeusz Ryczaj, polski polityk, wieloletni prezes WSK Mielec[103]
  - Lhasa de Sela, amerykańsko-meksykańska wokalistka[104]
  - John S. Wilder, amerykański polityk[105]